# Папа Демба Камара
Папа Демба Камара (фр. Papa Demba Camara, нар. 16 січня 1993, Пу) — сенегальський футболіст, воротар клубу «Сошо».
Насамперед відомий виступами за клуб «Сошо», а також за олімпійську збірну Сенегалу.

## Клубна кар'єра
Народився 16 січня 1993 року в місті Пу. Вихованець юнацьких команд футбольних клубів «Брага» та «Сошо».
У дорослому футболі дебютував у 2012 році виступами за команду клубу «Сошо», кольори якої захищає й донині.

## Виступи за збірні
Протягом 2010-2011 років залучався до складу молодіжної збірної Сенегалу. На молодіжному рівні зіграв в одному офіційному матчі.
З 2012 року захищає кольори олімпійської збірної Сенегалу. У складі збірної — учасник футбольного турніру на Олімпійських іграх 2012 року у Лондоні.